# Boscaler de Pallas
El boscaler de Pallas (Helopsaltes certhiola; syn: Locustella certhiola) és una espècie d'ocell de la família dels locustèl·lids (Locustellidae). Habita matolls i vegetació de ribera de Sibèria, Mongòlia i nord de la Xina. Passa l'hivern a l'Àsia meridional. El seu estat de conservació es considera de risc mínim.
El nom comú de Pallas fa referència al naturalista i explorador alemany Peter Simon Pallas (1741-1811).

## Taxonomia
Segons la llista mundial d'ocells del Congrés Ornitològic Internacional (versió 13.2, agost 2023) aquest tàxon estaria classificat en el gènere Helopsaltes. Tanmateix, altres obres taxonòmiques, com el Handook of the Birds of the World i la quarta versió de la BirdLife International Checklist of the birds of the world (Desembre 2019), el classifiquen dins del gènere Locustella.